# اقتصاد جمهورية الدومينيكان
جمهورية الدومينيكان لديها تاسع أكبر اقتصاد في أمريكا اللاتينية، وتعد الأكبر في منطقة الكاريبي وأمريكا الوسطى. وهي دولة نامية ذات دخل فوق المتوسط 
يعتمد أساساً على الزراعة، التعدين، التجارة والخدمات.
حققت جمهورية الدومينيكان المركز 94 في مؤشر الابتكار العالمي عام 2023، متراجعةً من المركز 87 عام 2019، ثم تراجعت للمركز 97 في مؤشر عام 2024.